# Jaqueline Cristian
Jaqueline Adina Cristian (nascida em 5 de junho de 1998) é uma tenista profissional romena.
Cristian tem a melhor classificação de sua carreira na WTA, ficando em 58º lugar em simples e 168º em duplas. Ela ganhou quatorze títulos de simples e dez de duplas em torneios do Circuito Feminino da ITF.

## Carreira

### 2015–2020: Estreia no WTA Tour e primeira final
Cristian fez sua estreia na chave principal do WTA Tour no Bucharest Open de 2015 na chave de duplas através de um "wild card", ao lado de Elena-Gabriela Ruse, jogo que perderam em sets diretos. Em março de 2017, ela recebeu um "wild card" para a qualificatória do Miami Open, mas não passou pela primeira rodada.
Cristian alcançou sua primeira final de torneio WTA no Bucharest Open de 2019 na chave de duplas, ao lado de Elena-Gabriela Ruse, jogo que perderam em sets diretos.
Em 2020, seu maior destaque foi chegar às oitavas de final do WTA 250 Open 6ème Sens em março, onde perdeu para a primeira cabeça de chave e eventual campeã Sofia Kenin em jogo de três sets muito equilibrado.

### 2021: Avanços e Top 100
Cristian chegou às quartas de final de um evento WTA pela primeira vez tendo vindo da qualificatória no WTA 500 St. Petersburg Ladies' Trophy, onde perdeu para a quarta "cabeça de chave" Svetlana Kuznetsova em jogo de três sets. Em setembro, ela alcançou sua primeira semifinal em um torneio no WTA 250 Astana Open [en], jogo que perdeu para Alison Van Uytvanck em sets diretos. Cristian chegou às quartas de final da primeira edição do Transylvania Open como "wild card", onde perdeu para a cabeça de chave Simona Halep. Cristian começou a tradição de usar uma capa parecida com a do Drácula na quadra antes ou depois de suas partidas nesse torneio. Cristian alcançou o top 100 em 8 de novembro de 2021.
No Linz Open, Cristian chegou à final como uma "lucky loser" após a desistência de Halep devido a uma lesão na semifinal, mas perdeu para Alison Riske em três sets. Com isso, ela subiu 29 posições no ranking, tendo sido classificada como número 100 do mundo no início do torneio.

### 2022: Estreias em Major e WTA 1000 e primeiras vitórias, Top 60, hiato
Cristian fez sua estreia no Grand Slam em Melbourne, no Australian Open, onde registrou sua primeira vitória em Major contra Greet Minnen. Como resultado, ela alcançou a posição 58, a mais alta de sua carreira, em 31 de janeiro de 2022. No mesmo evento, ela alcançou a terceira rodada na chave de duplas em sua estreia, ao lado de Andrea Petkovic. Ela fez sua estreia em um torneio WTA 1000 no Qatar Open. Vinda da qualificatória como uma "lucky loser" ela surpreendeu ao derrotar a 11ª cabeça de chave Elena Rybakina na primeira rodada para sua primeira vitória neste nível. Na rodada seguinte, contra Daria Kasatkina, depois de vencer o primeiro set por 6–2 e com o segundo empatado em 2–2, Cristian sofreu uma grave contusão no joelho e teve que desistir. Ainda em fevereiro, ela se submeteu a uma cirurgia no joelho lesionado.
Cristian voltou após seis meses de hiato para fazer sua estreia no US Open, onde perdeu para a segunda cabeça de chave Anett Kontaveit em sets diretos, e depois disso, não teve nenhum destaque nos torneio da WTA no restante da temporada.

### 2023
Cristian participou do Australian Open e dos torneios em Hobart, Linz, em Madri e, por último, em Wimbledon, onde registrou sua primeira vitória neste Major em sua estreia, contra Lucia Bronzetti em sets diretos, mas em seguida, perdeu para Beatriz Haddad Maia em jogo de três sets.

### 2024
Cristian entrou no WTA 500 Linz Open como uma "lucky loser" e derrotou Nadia Podoroska na primeira rodada em sets diretos, mas em seguida perdeu para Jodie Burrage também em sets diretos. Em casa, em Cluj Napoca, na Romênia, ela chegou às semifinais pela primeira vez em sua carreira no torneio. Foi sua primeira semifinal do WTA Tour desde julho de 2023 em Praga.
Cristian iniciou a temporada em quadras de saibro no Charleston Open de 2024, ela derrotou três americanas Sachia Vickery, a oitava cabeça de chave Madison Keys e a décima cabeça de chave Emma Navarro para chegar às quartas de final, onde perdeu para a cabeçade chave N° 4, Daria Kasatkina, em jogo de três sets. Em seguida, participou do Time Romênia na Copa Billie Jean King, onde venceu seu jogo contra Lesia Tsurenko em três sets e perdeu seu jogo contra Elina Svitolina em sets diretos. Depois disso, ela tentou o Aberto de Madri no qual, passou pela qualificatória, venceu Magdalena Frech na primeira rodada em sets diretos e Barbora Krejcikova na segunda em jogo de três sets, vindo a perder para Danielle Collins na terceira em outro jogo de três sets. Em seguida, ela tentou o Aberto de Roma, no qual não passou pela qualificatória, mas foi escolhida como "lucky loser" devido às desistências ocorridas; com isso, ela venceu seu jogo de estreia na chave principal contra Elina Avanesyan em jogo de três sets, mas na rodada seguinte, perdeu para a cabeça de chave N° 3,  Coco Gauff, também em jogo de três sets. Já no Aberto da França, perdeu na primeira rodada para a cabeça de chave N° 9, Jeļena Ostapenko em sets diretos.